# 이 세상에서 가장 슬픈 노래
이 세상에서 가장 슬픈 노래(The Saddest Music In The World)는 캐나다에서 제작된 가이 매딘 감독의 2003년 드라마, 뮤지컬, 판타지, 멜로/로맨스 영화이다. 이사벨라 로셀리니 등이 주연으로 출연하였고 니브 파치만 등이 제작에 참여하였다.

## 출연

### 주연
- 이사벨라 로셀리니
- 마크 매키니
- 마리아 드 메데이로스
- 로스 맥밀란
- 다시 페어

### 조연
- 클로드 도지
- 데이빗 폭스
- 브렌트 닐

## 제작진
- 미술: 매튜 데이비스